# Hollenberg (Pegnitz)

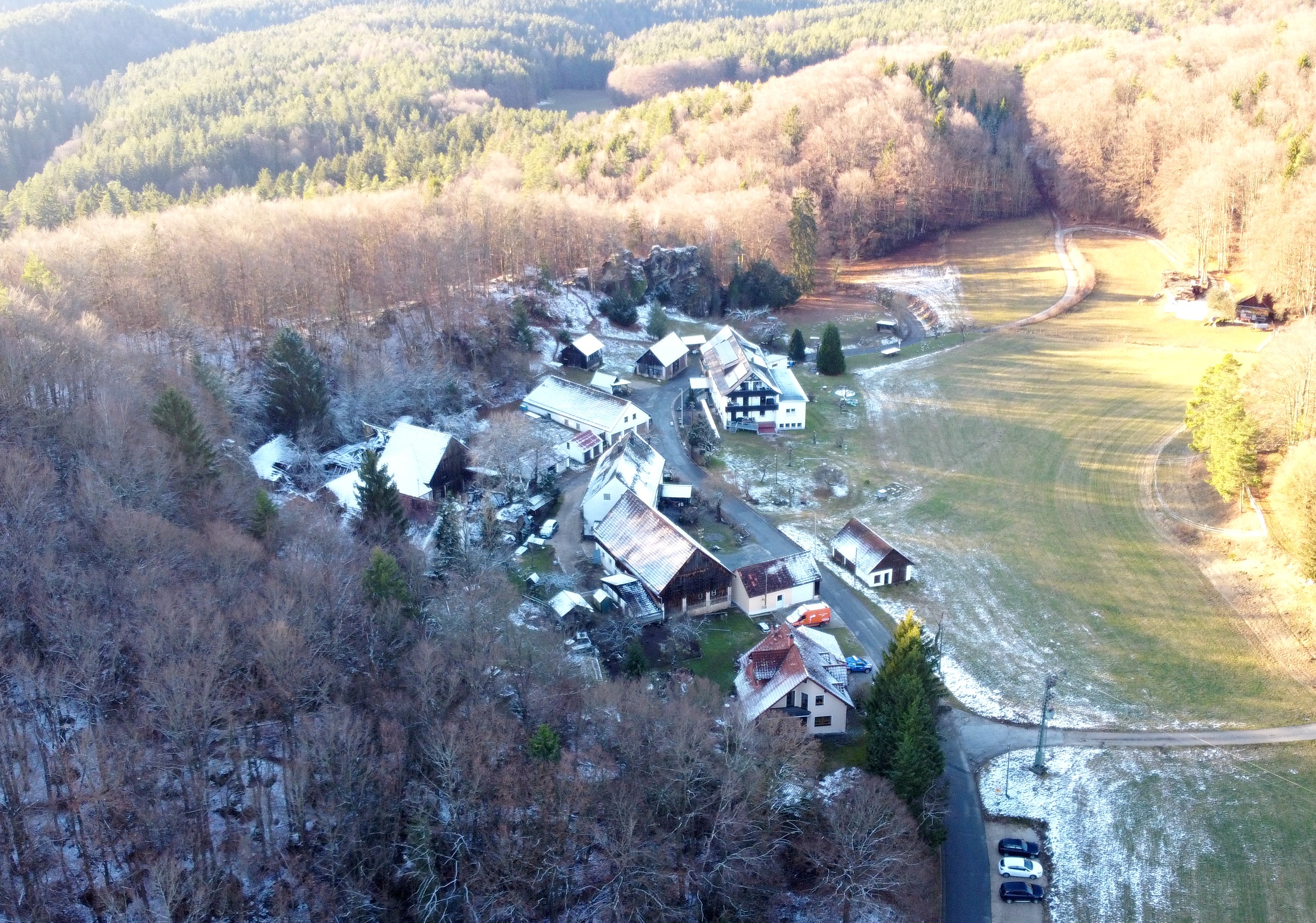
Luftbild von Hollenberg aus östlicher Richtung (Januar 2022)

Hollenberg (oberfränkisch: Hollaberch)  ist ein Gemeindeteil der Stadt Pegnitz im Landkreis Bayreuth (Oberfranken, Bayern). Hollenberg liegt in der Gemarkung Körbeldorf.

## Geografie
Der Weiler liegt am Schloßberg (541 m ü. NHN). Dort befindet sich die sogenannte Zwergenhöhle. Eine Gemeindeverbindungsstraße führt nach Körbeldorf zur Kreisstraße BT 26 (1,4 km nordöstlich).

## Geschichte
Die Burg Hollenberg wurde im Auftrag von Kaiser Karl IV. als Amtsburg erbaut. 1366/68 wurde sie als „Holenberg“ erstmals urkundlich erwähnt. Der Ortsname bedeutet zum hohlen Berg.
Mit dem Gemeindeedikt (frühes 19. Jahrhundert) wurde Hollenberg dem Steuerdistrikt Körbeldorf und der Ruralgemeinde Körbeldorf zugewiesen. Im Rahmen der Gebietsreform in Bayern wurde Hollenberg am 1. Juli 1972 in die Stadt Pegnitz eingegliedert.

## Baudenkmäler
- Wegkreuz

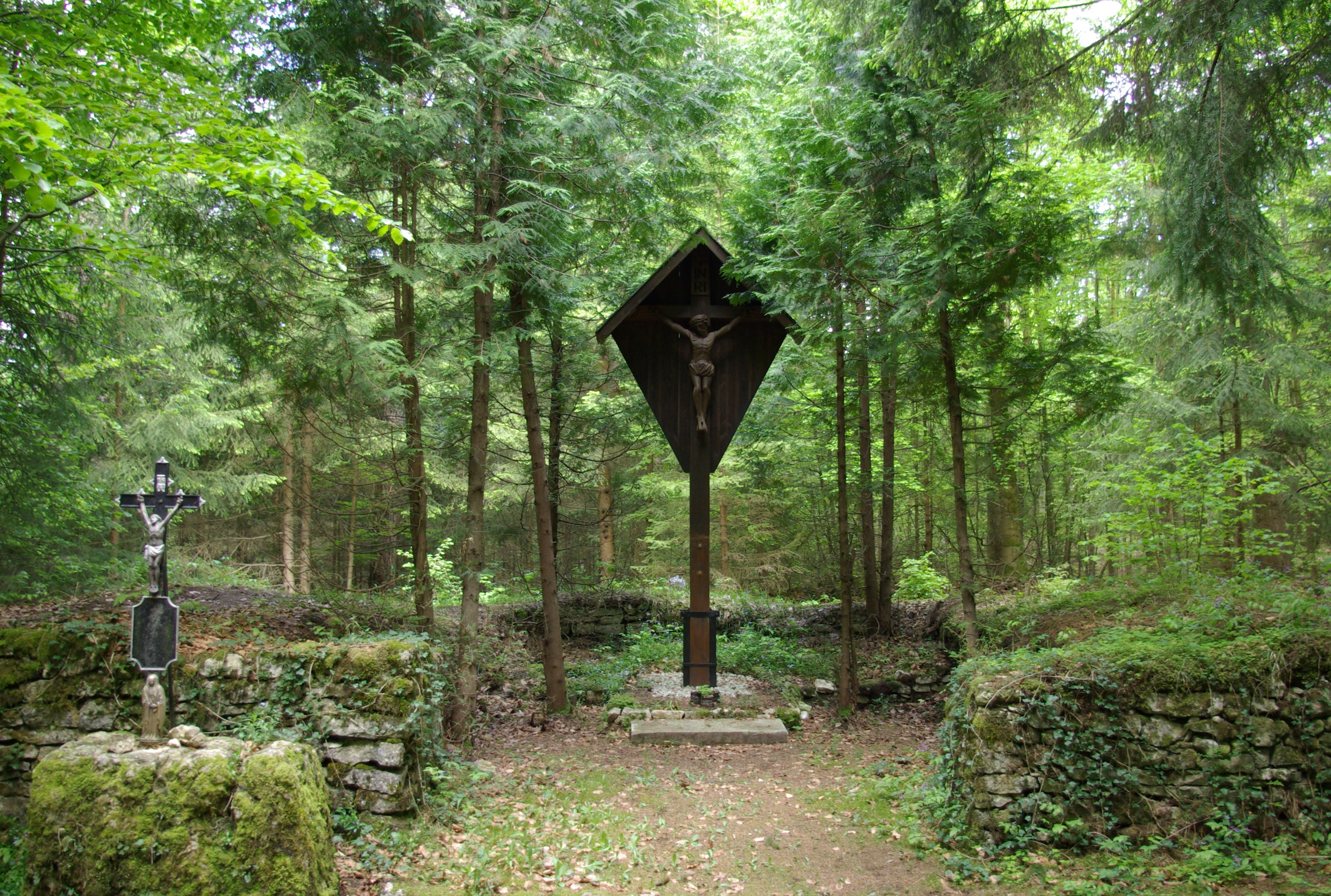
Pirkenreuther Kapelle
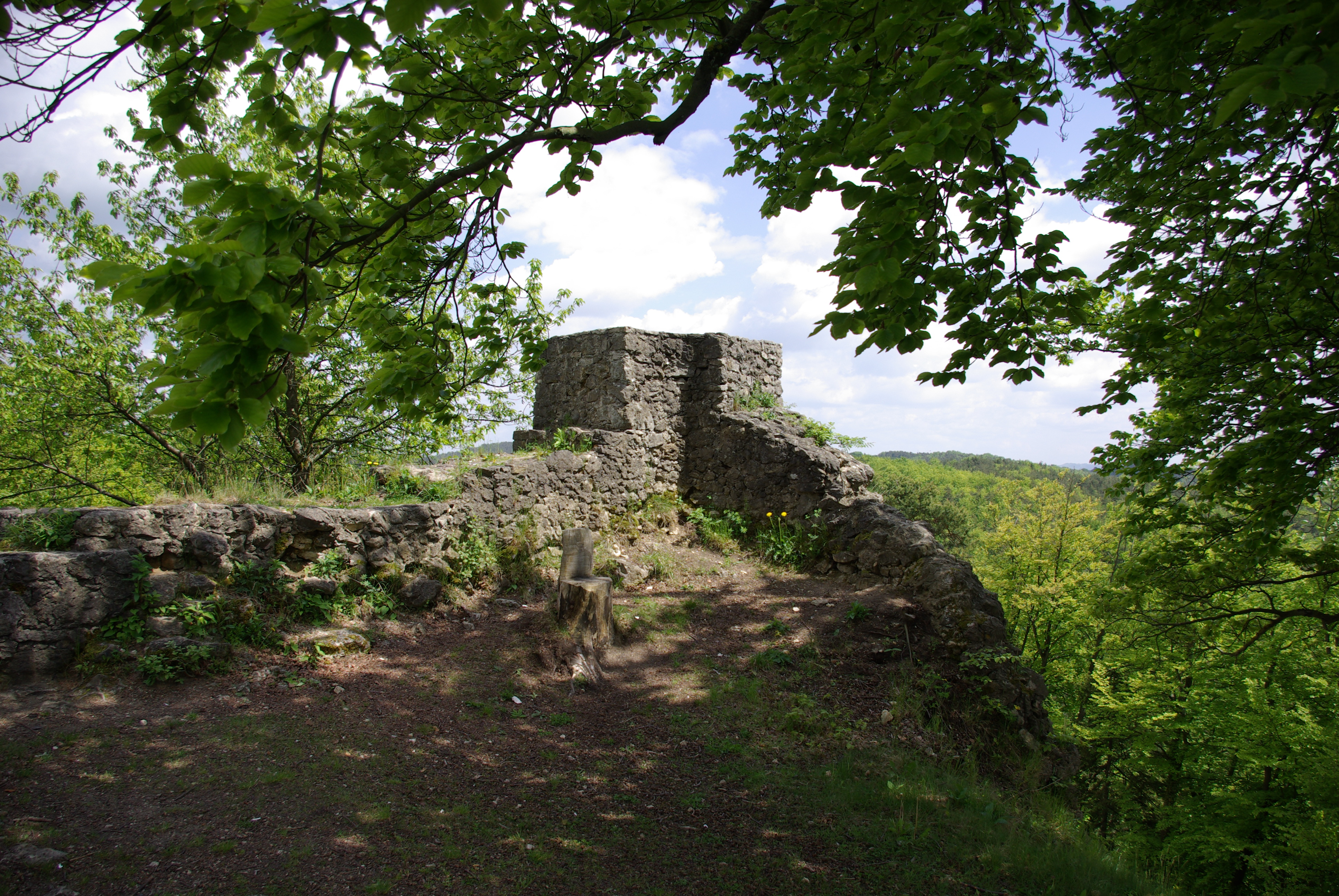
Burgruine Hollenberg

- Pirkenreuther Kapelle
- Burgruine Hollenberg